# Volta la carta
Volta la carta è una canzone scritta da Fabrizio De André e Massimo Bubola e inclusa nell'album Rimini.

## Descrizione

### Ispirazione
Gli autori per il testo hanno tratto ispirazione e frasi da alcune ballate e filastrocche popolari. 
Bubola lo definisce "surrealismo popolare", ricco di immagini naïf dietro le quali si nascondono verità terribili.

## Il testo
La forma narrativa è quella delle filastrocche, basata sull'alternarsi di immagini e situazioni agresti con scenari di guerra, dove amore e disamore si annullano reciprocamente.
Il gioco della carta da girare è riferita ai tarocchi e la tiritera (volta la carta) è tratta da un'antica rima popolare genovese:
Da un'altra filastrocca tradizionale vengono estrapolati alcuni altri versi con rispettive immagini di carte: La donnina che semina il grano, volta la carta e si vede il villano.
Nell'ultima strofa si fa riferimento alla filastrocca di Madama Dorè e alla canzone tradizionale del Trentino Oi Angiolina bell'Angiolina. De André e Bubola, nel finale, mescolano i vari elementi, per cui Angiolina si innamora di un carabiniere (come Gina Lollobrigida in Pane, amore e fantasia) e di un ragazzo straniero, e alla fine si abbandona alle illusioni e ai desideri: 
Nel brano intervengono anche Dori Ghezzi e il tenore Vicenzo La Puma.

## Ripubblicazioni
- 1999 – nel cofanetto Opere complete
- 2009 – nel cofanetto Opera completa

## Altre versioni
- 1979 – nell'album dal vivo Fabrizio De André in concerto - Arrangiamenti PFM
  - 2012 – ripubblicata nell'album Fabrizio De André + PFM - Il concerto 1978/79 (editing e restauro audio effettuati da Stefano Barzan) e nel cofanetto I concerti (ristampato nel 2013)
- 1999 – nell'album dal vivo Fabrizio De André in concerto
- 2006 – Le Balentes nel DVD tratto dal concerto Omaggio a Fabrizio De André
- 2008 – Premiata Forneria Marconi nell'album PFM canta De André